# Aleksandr Bolsjakov
Aleksandr Nikolajevitsj Bolsjakov (Russische: Александр Николаевич Большаков), (Leningrad, 27 augustus 1946), was een Sovjet-basketballer die uitkwam voor het nationale team van de Sovjet-Unie. Hij werd Meester in de sport van de Sovjet-Unie in 1974.

## Carrière
Bolsjakov speelde bij Spartak Leningrad op de Point-guard positie, hij had een nadeel - een essentieel nadeel voor een basketballer - een slechte worp van een gemiddelde afstand (3-Punt gebied bestond op dat moment nog niet). Maar hij had ook een sterke kwaliteit, namelijk actie spel in de verdediging. Hij was in staat om zijn persoonlijke tegenstander helemaal uit de wedstrijd te spelen. Basketballers die normaal 20-25 punten maakte, konden tegen Bolsjakov maar vijf of zes punten maken. Op het WK in 1974, speelde hij de Amerikaan John Lucas, die al snel een ster van de NBA zou gaan worden, uit de wedstrijd. Bolsjakov won goud op de Wereldkampioenschappen in 1974. Ook won Bolsjakov zilver op het Europees Kampioenschap in 1975.
Hij studeerde af aan de Maritieme Technische Universiteit van Leningrad (LKI).

## Erelijst
- Landskampioen Sovjet-Unie: 1
  - Winnaar: 1975
  - Tweede: 1970, 1971, 1972, 1973, 1974
  - Derde: 1969
- Saporta Cup: 2
  - Winnaar: 1973, 1975
  - Runner-up: 1971
- Wereldkampioenschap:
  - Goud: 1974
- Europees Kampioenschap:
  - Zilver: 1975

4 Pavlov ·
5 Paulauskas  ·
6 Miloserdov ·
7 Salnikov ·
8 Bolosjev ·
9 Edesjko ·
10 S. Belov ·
11 Tomson ·
12 Bolsjakov ·
13 Chartsjenkov ·
14 A. Belov ·
15 Zjigili ·
Coach: Kondrasjin
· Assistent-coach: Basjkin
· Assistent-coach: Portnych
4 Bolsjakov ·
5 Pavlov ·
6 Miloserdov ·
7 Salnikov ·
8 Bolosjev ·
9 Edesjko ·
10 S. Belov  ·
11 Sidjakin ·
12 Zjarmoechamedov ·
13 Korkia ·
14 A. Belov ·
15 Zjigili ·
Coach: Kondrasjin
· Assistent-coach: Basjkin
· Assistent-coach: Portnych